# Archibald Joseph Cronin
Archibald Joseph Cronin (ur. 19 lipca 1896 w Cardross, Szkocja, zm. 6 stycznia 1981 w Montreux) – szkocki pisarz tworzący w języku angielskim; autor realistycznych powieści obyczajowo-społecznych: Gwiazdy patrzą na nas (1935), Cytadela (1937), Klucze Królestwa (1941), Zielone lata (1944), Hiszpański ogrodnik (1950), Poza tym miejscem (1953), Grobowiec krzyżowca (1956) i wiele innych.